# Ледебур, Георг
Георг Ледебур (нем. Georg Ledebour; 7 марта 1850, Ганновер — 31 марта 1947, Берн) — германский политик (социал-демократ) и деятель рабочего движения.

## Биография
Изначально получил профессию коммерсанта, в армии служил санитаром. Позже был частным учителем, адвокатом, потом журналистом — сначала иностранным корреспондентом Berliner Blätter в Лондоне, затем сотрудником Demokratische Blätter и радикальной берлинской Volkzseitung, затем социал-демократических изданий. В 1882 году вступил в Германскую прогрессистскую партию. В 1886 году он участвовал в создании Демократической партии Северной Германии, но в 1891 году перешёл в Социал-демократическую партию, где вскоре стал одним из лидеров её левого крыла (а с 1913 года входил в состав высшего партийного руководства).
Часто выступал на митингах и на социал-демократических партейтагах; выделялся как оратор, отличаясь крайней резкостью и остроумием своего сарказма (в 1905 году в рейхстаге, когда на его упоминание о Вильгельме Молчаливом раздалось восклицание: «к чему тут Вильгельм Молчаливый!», Ледебур ответил: «это историческое лицо; Вильгельма говорливого тогда не было»). Когда в социал-демократии началась борьба между ортодоксией и ревизионизмом, Ледебур занял место в рядах крайней левой ортодоксии. После смерти Вильгельма Либкнехта в 1900 году был избран на его место в рейхстаг в Берлине; переизбран в 1903 году, играл в нём очень видную роль.
Был депутатом до 1918 года и затем вновь в 1920—1924 годах, в период Первой мировой войны являлся центристом и состоял в правом крыле Циммервальдского объединения. В 1917 году стал одним из основателей Независимой социал-демократической партии Германии, получив затем место одного из её лидеров. Не поддерживал условия Брестского мира с РСФСР. После Ноябрьской революции 1918 года стал одним из руководителей так называемых «революционных старост». Когда в январе 1919 года произошло Январское восстание, возглавил «революционный комитет действия». Был горячим сторонником полной независимости НСДПГ — как от Коминтерна, так и от Социал-демократической партии. В 1923 году стал главой социал-демократической группы Социалистический союз, которая не имела большого влияния в немецкой политике. В 1933 году эмигрировал в Швейцарию, активно выступая в 1930-х годах против германского нацизма и фашизма в целом, призывая социал-демократов к союзу с коммунистами.